# سیکوندچواری
سیکوندچواری، روستایی از توابع بخش مرکزی شهرستان دلفان در استان لرستان ایران است.تپه سیکوند، یکی از آثار ملی ایران است که در این روستا واقع شده.

## جمعیت
این روستا در دهستان نورعلی قرار دارد و براساس سرشماری مرکز آمار ایران در سال ۱۳۸۵، جمعیت آن ۳۰۱ نفر (۶۳خانوار) بوده‌است.